# Formicivora
Genre
Formicivora est un genre de passereaux de la famille des Thamnophilidés, originaires d'Amérique du Sud et du Panama.

## Liste des espèces
Selon la classification de référence du Congrès ornithologique international (version 10.1, 2024) :
- Formicivora iheringi — Fourmilier à bec grêle, Grisin à bec étroit (Hellmayr, 1909)
- Formicivora erythronotos — Fourmilier à casque noir, Grisin à dos roux, Myrmidon à dos roux (Hartlaub, 1852)
- Formicivora grisea — Grisin de Cayenne (Boddaert, 1783)
  - Formicivora grisea rufiventris (Carriker, 1936)
  - Formicivora grisea grisea (Boddaert, 1783)
- Formicivora intermedia — Grisin intermédiaire (Cabanis, 1847)
  - Formicivora intermedia alticincta (Bangs, 1902)
  - Formicivora intermedia hondae (Chapman, 1914)
  - Formicivora intermedia fumosa (Cory, 1913)
  - Formicivora intermedia intermedia (Cabanis, 1847)
  - Formicivora intermedia tobagensis (Dalmas, 1900)
  - Formicivora intermedia orenocensis (Hellmayr, 1904)
- Formicivora serrana — Grisin des montagnes (Hellmayr, 1929)
  - Formicivora serrana serrana (Hellmayr, 1929)
  - Formicivora serrana interposita (Gonzaga & Pacheco, 1990)
  - Formicivora serrana littoralis (Gonzaga & Pacheco, 1990)
- Formicivora melanogaster — Fourmilier à ventre noir, Grisin à ventre noir (Pelzeln, 1868)
  - Formicivora melanogaster melanogaster (Pelzeln, 1868)
  - Formicivora melanogaster bahiae (Hellmayr, 1909)
- Formicivora rufa — Fourmilier à dos cannelle, Grisin roux (zu Wied-Neuwied, 1831)
  - Formicivora rufa urubambae (Zimmer, JT, 1932)
  - Formicivora rufa chapmani (Cherrie, 1916)
  - Formicivora rufa rufa (zu Wied-Neuwied, 1831)
- Formicivora grantsaui — Grisin de Grantsau (Gonzaga, Carvalhaes & Buzzetti, 2007)
- Formicivora acutirostris — Grisin des marais (Bornschein, Reinert & Teixera, 1995)